# Liste der Kulturdenkmale in Großhennersdorf
In der Liste der Kulturdenkmale in Großhennersdorf sind die Kulturdenkmale des Ortsteils Großhennersdorf der sächsischen Stadt Herrnhut verzeichnet, die bis Juni 2018 vom Landesamt für Denkmalpflege Sachsen erfasst wurden (ohne archäologische Kulturdenkmale). Die Anmerkungen sind zu beachten.

## Liste der Kulturdenkmale in Großhennersdorf
| Bild                                    | Bezeichnung | Lage                                                  | Datierung | Beschreibung | ID       |
| --------------------------------------- | --- | ----------------------------------------------------- | --- | --- | -------- |
| Direkt Bild zu diesem Denkmal hochladen | Wohnstallhaus (Umgebinde) | Am Endeberg 3 (Karte)                                 | Wahrscheinlich 1. Hälfte 18. Jahrhundert                                                                                      | Obergeschoss Fachwerk, bildprägend durch exponierte Lage, im ursprünglichen Aussehen erhalten, baugeschichtlich von Bedeutung | 08961029 |
| Direkt Bild zu diesem Denkmal hochladen | Wohnstallhaus | Am Markt 7 (Karte)                                    | 1760 | Bestandteil der alten marktprägenden Bausubstanz, baugeschichtlich von Bedeutung | 08960958 |
| Weitere Bilder                          | Wohnhaus (Umgebinde) und Holzbrücke über den Bach | Am Markt 10 (Karte)                                   | 1726 | Obergeschoss Fachwerk, Bestandteil der alten marktprägenden Bausubstanz, baugeschichtlich von Bedeutung | 08960959 |
|                                         | Kretscham; Gasthof mit Tanzsaal und zwei Seitengebäuden | Am Markt 11 (Karte)                                   | Bezeichnet mit 1763 (Türgewände); 18. Jahrhundert (Seitengebäudeteil zur Straße hin); um 1900 (Tanzsaal)                      | Baugeschichtlich und ortsgeschichtlich von Bedeutung | 08960957 |
| Direkt Bild zu diesem Denkmal hochladen | Wohnstallhaus mit Anbau | Am Markt 12 (Karte)                                   | 1. Hälfte 19. Jahrhundert | Obergeschoss Fachwerk, teils verschiefert, teils verbrettert, mit kleinem Fachwerk-Scheunenanbau, in seiner Holzkonstruktion erhalten, baugeschichtlich und straßenbildprägend von Bedeutung | 08960956 |
| Direkt Bild zu diesem Denkmal hochladen | Wohnhaus über Hakengrundriss | Am Sportplatz 2 (Karte)                               | 1722 | Obergeschoss Fachwerk verbrettert, in alter Konstruktion erhalten, im Kontext mit der ursprünglichen Anstalt zu sehen, baugeschichtlich von Bedeutung | 08960948 |
| Direkt Bild zu diesem Denkmal hochladen | Wohnhaus mit angebautem Wirtschaftsflügel (alte Bäckerei) | Am Sportplatz 3 (Karte)                               | Nach 1800 | Massiver Bau in ländlichen Formen, im Kontext zur ursprünglichen Anstalt zu sehen, ortsgeschichtlich von Bedeutung | 08960947 |
| Direkt Bild zu diesem Denkmal hochladen | Wohnhaus | Am Sportplatz 4 (Karte)                               | Kern um 1720 | Massiv, im Kontext mit der ursprünglichen Anstalt zu sehen, ortsgeschichtlich von Bedeutung | 08960946 |
| Weitere Bilder                          | Katharinenhof: Pflegeheim mit Hauptgebäude, nördlichem Wirtschaftsgebäude und östlichem Lagerhaus sowie (südlich gelegenem) Garten mit Pavillon und Einfriedungsmauer | Am Sportplatz 6 (Karte)                               | 1909–1910 | Hauptgebäude in neobarocker Formensprache, zentraler Baukörper mit Uhren-Dachreiter, baugeschichtlich und ortsgeschichtlich von Bedeutung | 08960944 |
| Direkt Bild zu diesem Denkmal hochladen | Wohnhaus, zwei Seitengebäude und Scheune eines Vierseithofes | Bergstraße 6 (Karte)                                  | Drei Tafeln: bezeichnet mit 1867 (Wohnhaus); um 1800 oder älter (Fachwerk-Seitengebäude); bezeichnet mit 1874 (Scheune)       | In Aussehen und Struktur bemerkenswert erhalten, baugeschichtlich und wirtschaftsgeschichtlich von Bedeutung | 08960972 |
| Direkt Bild zu diesem Denkmal hochladen | Wohnstallhaus (Umgebinde) | Bergstraße 9 (Karte)                                  | 2. Hälfte 18. Jahrhundert | Obergeschoss Fachwerk, ehemaliges „Hirtenhaus“, gut im ursprünglichen Aussehen erhaltenes Beispiel älterer Holzbauweise, baugeschichtlich von Bedeutung | 08960992 |
| Direkt Bild zu diesem Denkmal hochladen | Wohnstallhaus | Bergstraße 15 (Karte)                                 | Um 1850 | Im ursprünglichen Aussehen erhaltenes Beispiel ländlicher Massivbauweise, baugeschichtlich von Bedeutung | 08960975 |
| Direkt Bild zu diesem Denkmal hochladen | Wohnstallhaus (Umgebinde) und zwei Seitengebäude eines Bauernhofes | Bergstraße 19 (Karte)                                 | 18. Jahrhundert oder noch älter (Wohnstallhaus); um 1850 (Seitengebäude); bezeichnet mit 1909 (Tafel am Seitengebäude)        | Obergeschoss zum großen Teil Fachwerk, zwei massive Seitengebäude, ein in Struktur und Aussehen erhaltener Dreiseithof, baugeschichtlich und wirtschaftsgeschichtlich von Bedeutung | 08960974 |
| Direkt Bild zu diesem Denkmal hochladen | Scheune mit hölzerner Außentreppe | Bergstraße 29 (Karte)                                 | 19. Jahrhundert | Langständer-Fachwerk, im ursprünglichen Aussehen erhalten, baugeschichtlich von Bedeutung | 08960973 |
| Direkt Bild zu diesem Denkmal hochladen | Wohnhaus (Umgebinde) | Bergstraße 31 (Karte)                                 | Um 1800 | Über beide Geschosse Fachwerk, Langständerbau, baugeschichtlich von Bedeutung | 08960971 |
| Weitere Bilder                          | Wohnstallhaus (Umgebinde) (Nr. 47, 49), Wohnhaus (Nr. 45) und zwei Seitengebäude des ehemaligen Koloniegutes (Ewald-Meltzer-Heim) | Bergstraße 45, 47, 49 (Karte)                         | Bezeichnet mit 1880 (Tafel); 2. Hälfte 19. Jahrhundert (massives Wohnhaus); 1908 (Wohnstallhaus)                              | Wohnstallhaus Obergeschoss Fachwerk, massiver Teil mit Einflüssen sowohl der ländlichen als auch der Reformarchitektur, baugeschichtlich und wirtschaftsgeschichtlich von Bedeutung | 08960953 |
|                                         | Kulturhaus und zwei Schaukästen an der Straße | Bernstädter Straße 1 (Karte)                          | 1950er Jahre | Zwei Baukörper im Winkel im Stil der nationalen Bautradition der 50er Jahre, Zeugnis der jüngeren Orts- und Landesgeschichte, baugeschichtlich von Bedeutung | 08960960 |
| Direkt Bild zu diesem Denkmal hochladen | Wohnhaus und zwei Seitengebäude eines Dreiseithofes | Bernstädter Straße 2 (Karte)                          | 2. Hälfte 19. Jahrhundert | In Struktur und Aussehen erhaltenen, baugeschichtlich und ortsbildprägend von Bedeutung | 08960986 |
| Direkt Bild zu diesem Denkmal hochladen | Wohnstallhaus (Umgebinde) | Bernstädter Straße 5 (Karte)                          | 1776 | Obergeschoss Fachwerk, in hohem Maße im ursprünglichen Aussehen erhalten, baugeschichtlich und straßenbildprägend von Bedeutung | 08960961 |
| Weitere Bilder                          | Wohnstallhaus (Umgebinde), Seitengebäude und Scheune eines Dreiseithofes, mit Einfriedungsmauer | Bernstädter Straße 6 (Karte)                          | Bezeichnet mit 1848 (Türgewände); bezeichnet mit 1879 (Tafel); 2. Hälfte 19. Jahrhundert (Seitengebäude)                      | Wohnstallhaus Obergeschoss Fachwerk, Seitengebäude und Scheune massiv, Bauernhof in Struktur und Aussehen erhalten, baugeschichtlich und wirtschaftsgeschichtlich von Bedeutung | 08960976 |
| Direkt Bild zu diesem Denkmal hochladen | Rittergut Großhennersdorf (Sachgesamtheit) | Bernstädter Straße 16, 18, 20, 22, 24, 26, 28 (Karte) | 18. und 19. Jahrhundert | Sachgesamtheit Rittergut Großhennersdorf mit folgenden Einzeldenkmalen: vier Seiten Wirtschaftsgebäude (Nr. 16, 20, 22), dreiecksgegiebelte Toreinfahrt (W), südlich daran anschließendes Wirtschaftsgebäude, Reste der alten Hofpflasterung, Wohnstallhaus und zwei Seitengebäude eines zugehörigen Dreiseithofes (Nr. 26, 28) und nördliche, parallel verlaufende Bruchsteinmauern entlang eines Weges (siehe Einzeldenkmale 08960943), nordwestlich des Gutes gelegene Lindenallee (Gartendenkmal) sowie kleines Gutsverwalterhaus (Nr. 24), Wirtschaftsgebäude (Nr. 18) und der Wirtschaftshof als Sachgesamtheitsteile; steht wohl im Kontext mit dem Alten Schloss (Ruine), baugeschichtlich, ortsge-schichtlich und ortsbildprägend von Bedeutung | 09303694 |
| Direkt Bild zu diesem Denkmal hochladen | Vier Seiten Wirtschaftsgebäude (Nr. 16, 20, 22), dreiecksgegiebelte Toreinfahrt (Westen), südlich daran anschließendes Wirtschaftsgebäude, Reste der alten Hofpflasterung, Wohnstallhaus und zwei Seitengebäude eines zugehörigen Dreiseithofes (Nr. 26, 28) und nördliche, parallel verlaufende Bruchsteinmauern entlang eines Weges (Einzeldenkmale zu ID-Nr. 09303694) | Bernstädter Straße 16, 20, 22, 26, 28 (Karte)         | 18. und 19. Jahrhundert (Gutshof); um 1800 (Wohnstallhaus und Seitengebäude); 2. Hälfte 19. Jahrhundert (Seitengebäude)       | Einzeldenkmale der Sachgesamtheit Rittergut Großhennersdorf; steht wohl im Kontext mit dem Alten Schloss (Ruine), baugeschichtlich, ortsgeschichtlich und ortsbildprägend von Bedeutung | 08960943 |
| Direkt Bild zu diesem Denkmal hochladen | Wohnstallhaus, Seitengebäude und Scheune eines Bauernhofes | Bernstädter Straße 30 (Karte)                         | Um 1800 (womöglich älter); 1. Hälfte 19. Jahrhundert (Seitengebäude); 2. Hälfte 19. Jahrhundert (Scheune)                     | Wohnstallhaus Obergeschoss Fachwerk verkleidet, ein in Aussehen und Struktur ursprünglich erhaltener Dreiseithof, baugeschichtlich und wirtschaftsgeschichtlich von Bedeutung | 08961004 |
| Direkt Bild zu diesem Denkmal hochladen | Wohnstallhaus (Umgebinde), zwei Seitengebäude und Scheune eines Vierseithofes sowie Teile alter Hofpflasterung | Bernstädter Straße 34 (Karte)                         | 1821 laut Auskunft (Wohnstallhaus); 19. Jahrhundert (Seitengebäude); Tafel bezeichnet mit 1878 (Scheune)                      | Wohnstallhaus Obergeschoss Fachwerk, ein in der Struktur erhaltener und ortsbildprägender Vierseithof, baugeschichtlich und wirtschaftsgeschichtlich von Bedeutung | 08961005 |
| Direkt Bild zu diesem Denkmal hochladen | Wohnstallhaus (Umgebinde) eines ehemaligen Vierseithofes | Bernstädter Straße 36 (Karte)                         | 1. Hälfte 19. Jahrhundert | Obergeschoss Fachwerk, baugeschichtlich von Bedeutung | 08961030 |
| Direkt Bild zu diesem Denkmal hochladen | Gasthof und Seitengebäude | Bernstädter Straße 38 (Karte)                         | Bezeichnet mit 1835 (Türstock); 1. Hälfte 19. Jahrhundert (Seitengebäude)                                                     | Putzbau mit flachem Mittelrisalit mit Dreiecksgiebel, baugeschichtlich und ortsgeschichtlich von Bedeutung; eines der beiden Gebäude abgerissen | 08961008 |
|                                         | Wohnstallhaus (Umgebinde) | Hirschfelder Straße 6 (Karte)                         | 1. Hälfte 19. Jahrhundert, Kern womöglich älter                                                                               | Obergeschoss zum großen Teil Fachwerk, baugeschichtlich und straßenbildprägend von Bedeutung | 08960955 |
| Weitere Bilder                          | Wohnhaus (Umgebinde) | Hirschfelder Straße 12 (Karte)                        | Nach 1840 | Obergeschoss Fachwerk, im Giebel verbrettert, Langständerbau, Bestandteil der Viebighäuser, baugeschichtlich von Bedeutung | 08960952 |
| Direkt Bild zu diesem Denkmal hochladen | Wohnstallhaus | Hirschfelder Straße 16 (Karte)                        | Nach 1840 | Ober- und Erdgeschoss Fachwerk, zum Teil Langständer, in der Holzkonstruktion (also auch Erdgeschoss) fast komplett erhaltener Bau, daher Seltenheitswert, eines der Viebighäuser, baugeschichtlich von Bedeutung | 08960951 |
| Direkt Bild zu diesem Denkmal hochladen | Wohnstallhaus | Hirschfelder Straße 18 (Karte)                        | Nach 1840 | Obergeschoss Fachwerk verschiefert, weitgehend im ursprünglichen Aussehen erhaltener Bestandteil der Viebighäuser, baugeschichtlich von Bedeutung | 08960950 |
| Direkt Bild zu diesem Denkmal hochladen | Wohnhaus (Umgebinde) | Hirschfelder Straße 24 (Karte)                        | Nach 1840 | Obergeschoss Fachwerk verschiefert, ursprünglich erhaltener Bestandteil der Viebighäuser, baugeschichtlich von Bedeutung | 08960949 |
| Weitere Bilder                          | Wohnhaus | Hirschfelder Straße 25 (Karte)                        | Um 1850 | Obergeschoss Fachwerk, in seiner Holzkonstruktion weitgehend erhalten, baugeschichtlich von Bedeutung | 08960954 |
| Direkt Bild zu diesem Denkmal hochladen | Pfarrhaus | Kirchgasse 1 (Karte)                                  | 1561 (Auskunft) | Feldsteinbau, ältester Vertreter dieser Gattung in der südlichen Oberlausitz, baugeschichtlich und ortsgeschichtlich von Bedeutung | 08960967 |
| Weitere Bilder                          | Kirche und Kirchhof Großhennersdorf; Kirche mit Kirchhof, Einfriedungsmauer, Nebengebäude und Torhaus (Rest der Wehrkirche) sowie Denkmale für die Gefallenen von 1866, des Ersten und des Zweiten Weltkrieges | Kirchgasse 1 (neben) (Karte)                          | 17. Jahrhundert (Kirchhofstorhaus); 18. Jahrhundert (Nebengebäude); 1834 (Turm); 1869/70 (Schiff); nach 1945 (Kriegerdenkmal) | Kirche als Saalkirche spätklassizistischer Bauart (vgl. Crostau), Kriegerdenkmal bezeichnet Königgrätz 1866, heute Sandsteinobelisk inmitten eines Tafel-Halbrunds, baugeschichtlich und ortsgeschichtlich von Bedeutung | 08960966 |
| Direkt Bild zu diesem Denkmal hochladen | Wohnhaus (Umgebinde) | Niederer Viebig 6 (Karte)                             | Angeblich 1. Hälfte 19. Jahrhundert, womöglich älter                                                                          | Obergeschoss Fachwerk, im ursprünglichen Aussehen erhalten, baugeschichtlich von Bedeutung | 08960962 |
| Direkt Bild zu diesem Denkmal hochladen | Wohnhaus | Niederer Viebig 8 (Karte)                             | 1. Hälfte 19. Jahrhundert | Obergeschoss Fachwerk, im ursprünglichen Aussehen erhalten, baugeschichtlich von Bedeutung | 08960963 |
| Direkt Bild zu diesem Denkmal hochladen | Wohnhaus | Niederer Viebig 10 (Karte)                            | 1. Hälfte 19. Jahrhundert | Obergeschoss Fachwerk, im ursprünglichen Aussehen erhalten, baugeschichtlich von Bedeutung | 08960964 |
| Direkt Bild zu diesem Denkmal hochladen | Wohnstallhaus | Obere Dorfstraße 1 (Karte)                            | Kern angeblich 1547 | Obergeschoss mit bemerkenswerter Fachwerkkonstruktion (Fußstreben), gehört zur ältesten erhaltenen Fachwerk-Generation im Ort, baugeschichtlich und hausgeschichtlich von Bedeutung | 08960996 |
| Direkt Bild zu diesem Denkmal hochladen | Wohnhaus | Obere Dorfstraße 3 (Karte)                            | 1717 | Obergeschoss Fachwerk, älteste noch erhaltene Generation Oberlausitzer Holzbauweise, baugeschichtlich und hausgeschichtlich von Bedeutung | 08960995 |
| Direkt Bild zu diesem Denkmal hochladen | Wohnstallhaus (Umgebinde) | Obere Dorfstraße 9 (Karte)                            | 1715 | Obergeschoss Fachwerk, Relikt der ältesten noch existierenden Oberlausitzer Holzbauweise, baugeschichtlich und hausgeschichtlich von Bedeutung | 08960993 |
| Direkt Bild zu diesem Denkmal hochladen | Wohnstallhaus (Umgebinde) | Obere Dorfstraße 10 (Karte)                           | Nach 1765 | Obergeschoss Fachwerk, trotz Veränderungen alter Baukörper erhalten, baugeschichtlich von Bedeutung | 08960994 |
| Direkt Bild zu diesem Denkmal hochladen | Wohnhaus (ehemals Umgebinde) | Obere Dorfstraße 20 (Karte)                           | 1. Hälfte 19. Jahrhundert | Obergeschoss Fachwerk, baugeschichtlich von Bedeutung | 08960991 |
| Direkt Bild zu diesem Denkmal hochladen | Wohnhaus (ehemals Umgebinde) | Obere Dorfstraße 53 (Karte)                           | 1672 | Obergeschoss Fachwerk, alter Baukörper, baugeschichtlich von Bedeutung | 08960978 |
| Direkt Bild zu diesem Denkmal hochladen | Wohnhaus (Umgebinde) mit integrierter Scheune | Obere Dorfstraße 58 (Karte)                           | Vor 1765 | Obergeschoss Fachwerk verbrettert, baugeschichtlich von Bedeutung | 08960977 |
| Direkt Bild zu diesem Denkmal hochladen | Wohnhaus (Umgebinde) | Obere Dorfstraße 79 (Karte)                           | 1842 | Obergeschoss Fachwerk, weitgehend ursprünglich im Aussehen erhalten, baugeschichtlich von Bedeutung | 08960968 |
| Direkt Bild zu diesem Denkmal hochladen | Bogenbrücke | Untere Dorfstraße (Niederer Viebig) (Karte)           | 19. Jahrhundert | Haustein-Segmentbogenbrücke mit Schlussstein, baugeschichtlich von Bedeutung | 08960965 |
| Direkt Bild zu diesem Denkmal hochladen | Ruine des Wasserschlosses, drei Teiche, Einfriedungs-Trockenmauern sowie Reste der Eindeichung | Untere Dorfstraße (Karte)                             | Ab 17. Jahrhundert | Schlossruine aus Feld- und Backstein, baugeschichtlich und ortsgeschichtlich von Bedeutung | 08960942 |
| Direkt Bild zu diesem Denkmal hochladen | Wohnstallhaus (Umgebinde) | Untere Dorfstraße 12 (Karte)                          | Um 1800 | Obergeschoss Fachwerk verbrettert, weitgehend im ursprünglichen Aussehen erhalten, baugeschichtlich von Bedeutung | 08960998 |
| Direkt Bild zu diesem Denkmal hochladen | Wohnstallhaus (Umgebinde) | Untere Dorfstraße 18 (Karte)                          | 1. Hälfte 19. Jahrhundert, Kern womöglich älter                                                                               | Obergeschoss Fachwerk, trotz Veränderungen auf der Giebelseite noch authentisches Zeugnis Oberlausitzer Holzbauweise, baugeschichtlich von Bedeutung | 08960999 |
| Direkt Bild zu diesem Denkmal hochladen | Wohnstallhaus (Umgebinde) | Untere Dorfstraße 24 (Karte)                          | Nach 1765 | Obergeschoss Fachwerk, teils verbrettert, Langständerbau, mit Schleppdach, bis ins Detail ursprünglich erhalten, wertvolles Zeugnis der älteren Oberlausitzer Holzbauweise, baugeschichtlich und hausgeschichtlich von Bedeutung | 08961000 |
| Direkt Bild zu diesem Denkmal hochladen | Wohnstallhaus (ehemals Umgebinde) | Untere Dorfstraße 26 (Karte)                          | Nach 1765 | Obergeschoss und Giebel Fachwerk verbrettert, alter Baukörper erhalten, baugeschichtlich von Bedeutung | 08961001 |
| Direkt Bild zu diesem Denkmal hochladen | Wohnhaus (Umgebinde) | Untere Dorfstraße 34 (Karte)                          | Um 1850 | Eingeschossig, baugeschichtlich und sozialgeschichtlich von Bedeutung | 08961002 |
| Direkt Bild zu diesem Denkmal hochladen | Wohnhaus (Umgebinde) | Untere Dorfstraße 36 (Karte)                          | 1. Hälfte 19. Jahrhundert | Obergeschoss Fachwerk verbrettert, baugeschichtlich von Bedeutung | 08961003 |
| Direkt Bild zu diesem Denkmal hochladen | Wohnstallhaus | Untere Dorfstraße 58 (Karte)                          | Um 1850 | Obergeschoss Fachwerk verschiefert, dominantes Krüppelwalmdach, erhaltenes Zeugnis der späteren regionaltypischen Holzbauweise, baugeschichtlich von Bedeutung | 08961031 |
| Direkt Bild zu diesem Denkmal hochladen | Wohnstallhaus | Untere Dorfstraße 76 (Karte)                          | 1. Hälfte 19. Jahrhundert | Obergeschoss Fachwerk verbrettert, als eines der wenigen Holzbauweise-Beispiele weitgehend im Originalaussehen erhalten, baugeschichtlich von Bedeutung | 08961006 |
| Direkt Bild zu diesem Denkmal hochladen | Wohnstallhaus | Untere Dorfstraße 78 (Karte)                          | 1. Hälfte 19. Jahrhundert | Obergeschoss Fachwerk, baugeschichtlich von Bedeutung | 08961007 |
| Direkt Bild zu diesem Denkmal hochladen | Wohnstallhaus (Umgebinde) eines ehemaligen Bauernhofes | Zittauer Straße 17 (Karte)                            | 1. Hälfte 19. Jahrhundert | Obergeschoss Fachwerk, baugeschichtlich und straßenbildprägend von Bedeutung | 08960987 |
| Direkt Bild zu diesem Denkmal hochladen | Wohnstallhaus (Umgebinde) | Zittauer Straße 19 (Karte)                            | Nach 1765 | Obergeschoss Fachwerk verschiefert, im ursprünglichen Aussehen erhaltenes Beispiel typischer Oberlausitzer Holzbauweise, baugeschichtlich und straßenbildprägend von Bedeutung | 08960988 |
| Direkt Bild zu diesem Denkmal hochladen | Wohnstallhaus, zwei Seitengebäude und Scheune eines Vierseithofes | Zittauer Straße 23 (Karte)                            | Ende 19. Jahrhundert (Wohnhaus, zwei Seitengebäude älter)                                                                     | Hof in Struktur und Aussehen erhalten, baugeschichtlich, wirtschaftsgeschichtlich und ortsbildprägend von Bedeutung | 08960989 |
| Direkt Bild zu diesem Denkmal hochladen | Vierseithof mit Wohnhaus, zwei Seitengebäuden (eines mit Holz-Oberlaube) und Scheune | Zittauer Straße 33 (Karte)                            | 1. Hälfte 19. Jahrhundert, womöglich noch etwas älter                                                                         | In Aussehen und Struktur erhalten, baugeschichtlich, wirtschaftsgeschichtlich und ortsbildprägend von Bedeutung | 08960997 |

## Ehemaliges Denkmal
| Bild                                    | Bezeichnung          | Lage                        | Datierung | Beschreibung                                                                                                   | ID       |
| --------------------------------------- | -------------------- | --------------------------- | --------- | --- | -------- |
| Direkt Bild zu diesem Denkmal hochladen | Wohnhaus (Umgebinde) | Obere Dorfstraße 65 (Karte) | 1703      | Obergeschoss Fachwerk, baugeschichtlich von Bedeutung. Zwischen 2018 und 2024 aus der Denkmalliste gestrichen. | 08960980 |

## Tabellenlegende
- Bild: Bild des Kulturdenkmals, ggf. zusätzlich mit einem Link zu weiteren Fotos des Kulturdenkmals im Medienarchiv Wikimedia Commons. Wenn man auf das Kamerasymbol klickt, können Fotos zu Kulturdenkmalen aus dieser Liste hochgeladen werden:
- Bezeichnung: Denkmalgeschützte Objekte und ggf. Bauwerksname des Kulturdenkmals
- Lage: Straßenname und Hausnummer oder Flurstücknummer des Kulturdenkmals. Die Grundsortierung der Liste erfolgt nach dieser Adresse. Der Link (Karte) führt zu verschiedenen Kartendiensten mit der Position des Kulturdenkmals. Fehlt dieser Link, wurden die Koordinaten noch nicht eingetragen. Sind diese bekannt, können sie über ein Tool mit einer Kartenansicht einfach nachgetragen werden. In dieser Kartenansicht sind Kulturdenkmale ohne Koordinaten mit einem roten bzw. orangen Marker dargestellt und können durch Verschieben auf die richtige Position in der Karte mit Koordinaten versehen werden. Kulturdenkmale ohne Bild sind an einem blauen bzw. roten Marker erkennbar.
- Datierung: Baubeginn, Fertigstellung, Datum der Erstnennung oder grobe zeitliche Einordnung entsprechend des Eintrags in der sächsischen Denkmaldatenbank
- Beschreibung: Kurzcharakteristik des Kulturdenkmals entsprechend des Eintrags in der sächsischen Denkmaldatenbank, ggf. ergänzt durch die dort nur selten veröffentlichten Erfassungstexte oder zusätzliche Informationen
- ID: Vom Landesamt für Denkmalpflege Sachsen vergebene, das Kulturdenkmal eindeutig identifizierende Objekt-Nummer. Der Link führt zum PDF-Denkmaldokument des Landesamtes für Denkmalpflege Sachsen. Bei ehemaligen Kulturdenkmalen können die Objektnummern unbekannt sein und deshalb fehlen bzw. die Links von aus der Datenbank entfernten Objektnummern ins Leere führen. Ein ggf. vorhandenes Icon  führt zu den Angaben des Kulturdenkmals bei Wikidata.